# Jöns Bengtsson (Sparre över stjärna)
Jöns Bengtsson (Sparre över stjärna), född 1340-talet, död efter 1412, var en svensk häradshövding.

## Biografi
Jöns Bengtsson (Sparre över stjärna) föddes på 1340-talet. Han var från 9 juni 1397 till 9 september 1409 häradshövding i Kinds härad. Jöns Bengtsson nämns sista gången 26 maj 1412 och var då bosatt i Kinds härad.

### Egendom
Jöns Bengtsson köpte 23 september 1385 Ryslatorp (Retstorp) i Gällstads socken.

### Familj
Jöns Bengtsson fick sonen häradshövdingen Arvid Jönsson (Sparre över stjärna) i Kinds härad och Ås härad.